# J.T. Leroy
Laura Victoria Albert, nota anche con lo pseudonimo di Jeremiah Terminator LeRoy o semplicemente J.T. Leroy (New York, 2 novembre 1965), è una scrittrice statunitense.

## Il personaggio J.T. Leroy
Secondo fonti diffuse dalla sua casa editrice e da persone facenti parte del suo entourage, nonché da informazioni evinte dalla trama di sue opere definite a carattere autobiografico, Jeremiah "J.T." Leroy nasce il giorno di Halloween del 1980 in un piccolo paese della Virginia Occidentale.
Sarah, la madre, al momento del parto avrebbe avuto soltanto quattordici anni; avrebbe tentato in ogni modo di sbarazzarsi del bambino, ma il proprio padre, un predicatore fanatico, glielo avrebbe impedito. Appena nato, Jeremiah sarebbe stato dato in adozione poiché la madre è considerata inadatta al ruolo di genitore. Quando Sarah compie diciotto anni avrebbe però deciso di riprendersi il figlio, facendo causa alla famiglia adottiva e vincendola.
Da quel momento la vita di Jeremiah sarebbe cambiata radicalmente, essendo suo malgrado costretto a trascorrere l'infanzia e l'adolescenza con la mamma tossicomane e prostituta, tranne in rari momenti in cui sarebbe stato temporaneamente affidato ai nonni materni, dove ben più che sulla strada, avrebbe subito molestie e abusi di ogni tipo, diventando ben presto anch'egli tossicodipendente.
A tredici anni, definitivamente abbandonato da Sarah, avrebbe incontrato due musicisti falliti, Laura Albert e Geoffrey Knoop, che lo avrebbero condotto in un consultorio per ragazzi disagiati, l'Adolescent Inpatient Psychiatric Program del McAuley Institute di San Francisco, dove avrebbe incontrato lo psicoterapeuta Terrance Owens che avrebbe iniziato su di lui una terapia risolutiva per dare una svolta alla sua vita.
Grazie al lavoro psicologico di Owens, che gli avrebbe chiesto di mettere su carta le sue esperienze di vita, J.T. avrebbe iniziato a scrivere. Dennis Cooper, autore di riferimento per chi racconta storie estreme di marginalità, è il primo nome importante ad accorgersi di lui: si fa infatti promotore del ragazzo presso scrittori come Bruce Benderson, nonché vari importanti editor di Manhattan, e ottiene di procurargli consulenza letteraria presso scrittori del calibro di Michael Chabon e Dave Eggers.
Dopo qualche racconto pubblicato su prestigiose riviste letterarie con lo pseudonimo di Terminator, esce nel 1999 Sarah, il suo primo romanzo, la storia di un piccolo minorenne scambiato per ragazzina e figlio di una prostituta. È un successo mondiale, tradotto in diversi paesi.
Nel 2000 esce il suo secondo lavoro Ingannevole è il cuore più di ogni cosa, che narra di un bimbo condotto dalla madre in una vita di violenza. Dal romanzo è stato tratto l'omonimo film diretto e interpretato da Asia Argento.
Nel 2005 pubblica La fine di Harold, la storia di come certe persone fingano di prendersi cura dei giovani, ma siano interessati ad attività perverse.
Il 9 gennaio 2006, a sorpresa, la rivelazione del New York Times: J.T. Leroy non esiste. A scrivere i libri è sempre stata Laura Albert, quarantenne di Brooklyn Heights, una dei due musicisti che secondo la biografia avrebbe adottato J.T. e l'avrebbe condotto dallo psicoterapeuta Owens.
A impersonare J.T. nelle sue rare apparizioni pubbliche, dove si presentava sempre nascosto e coperto da parrucca e grandi occhiali da sole, era invece Savannah Knoop, sorellastra venticinquenne di Geoffrey Knoop, l'altro musicista, compagno da anni di Laura Albert, al quale si deve la confessione finale, arrivata in seguito alla separazione dalla compagna.
L'inganno ha inizio nel 1996, come alla fine confermato dalla stessa autrice in un'intervista nell'autunno del 2006 a "Paris Review": la Albert cerca di entrare in contatto con Dennis Cooper, famoso scrittore gay di romanzi scabrosi, per presentargli alcuni racconti da lei scritti. Temendo che egli potesse non prendere in considerazione l'opera di una madre di famiglia trentenne, la Albert ebbe l'idea di fingersi un ragazzo di strada dal soprannome "Terminator", presentando i racconti a suo nome e costruendo una storia attorno al personaggio.
Il 22 giugno 2007, i giudici di Manhattan condannano per frode Laura Albert, che avrebbe infranto la legge firmando col suo pseudonimo un contratto con una casa cinematografica per i diritti del suo libro "Sarah". Per decisione dei giudici, la Albert dovrà pagare un'ammenda di 116.500 dollari alla società di produzione Antidote International Films, che nel 2003 ottenne da J.T. Leroy l'opzione per i diritti di "Sarah".

## Nella cultura di massa
Nel 2013 il regista Michael Arias ha dichiarato che LeRoy fosse la fonte di ispirazione nella traduzione del manga Sunny di Taiyō Matsumoto.
Nel marzo 2014 il San Francisco Chronicle ha riferito che l'Academy of Friends Oscar Party a San Francisco aveva invitato JT LeRoy a sfilare sulla passerella per la loro raccolta fondi per l'HIV/AIDS.
La storia di JT LeRoy è stata oggetto di un lungometraggio del 2018 basato sulle memorie di Savannah Knoop. Diretto da Justin Kelly, il film è interpretato da Laura Dern nei panni di Laura Albert e Kristen Stewart nei panni di Savannah Knoop.
I documentari su LeRoy includono Author: The JT LeRoy Story (2016) diretto da Jeff Feuerzeig, e The Cult of JT LeRoy (2015) diretto da Marjorie Sturm, con la partecipazione di Asia Argento.